# Alfred Burt (Musiker)
Alfred Shaddick Burt (* 22. April 1920 in Marquette, Michigan; † 7. Februar 1954) war ein US-amerikanischer Jazz-Musiker und Komponist. Bekannt wurde er vor allem durch 15 von ihm komponierte Weihnachtslieder.

## Leben
Alfred Burt wurde als Sohn von Reverend Bates Gilbert Burt von der Episkopalkirche der Vereinigten Staaten von Amerika geboren. Er hatte zwei ältere Geschwister. Als Alfred zwei Jahre alt war, zog die Familie nach Pontiac (Michigan), wo der Vater die Leitung der dortigen Gemeinde übernahm.
Alfred studierte an der University of Michigan in Ann Arbor, wo er 1942 seinen Abschluss machte.
Während des Zweiten Weltkriegs diente Burt in Texas bei der United States Army als Trompeter in der US Army Air Force Band. Am 13. Oktober 1945 heiratete er die Sängerin Anne Shortt. Nach Alfreds Entlassung aus dem Militärdienst 1946 und einem kurzlebigen Bandprojekt kehrte das Paar nach Michigan zurück. Nach dem Tod seines Vaters 1948 setzte Alfred seine Karriere als Musiker und Komponist in New York fort, wo er auch als Lehrer an der American Theatre Wing professional school tätig war. 1949 wurde Burt Mitglied des Alvino Rey Orchestra. Seine Frau Anne blieb in Michigan, wo am 8. März 1950 ihr einziges Kind, Diane Bates Burt, geboren wurde. Im Frühjahr 1950 zog die Familie nach Los Angeles. Burt arbeitete als Arrangeur für Bands wie die von Hal Richards, Horace Heidt und Alvino Rey.
1953 wurde bei Burt Lungenkrebs diagnostiziert. Er starb am 7. Februar 1954 im Alter von nur 33 Jahren.

## Die Tradition der musikalischen Weihnachtsgrüße
In den 1920er Jahren hatte Bates G. Burt begonnen, jedes Jahr ein Weihnachtslied zu schreiben und als Weihnachtskarte an Verwandte und Freunde zu verschicken. 1942 übernahm Alfred Burt diese Tradition von seinem Vater, wobei er in den ersten Jahren noch Texte seines Vaters vertonte. In späteren Jahren stammten die Textvorlagen meist von der Organistin Wihla Hutson. Außerhalb des Kreises der Empfänger dieser Weihnachtskarten blieben Burts Lieder vorerst weitgehend unbekannt. Zu seinen Lebzeiten wurde nur ein einziges Lied öffentlich aufgeführt: 1953 erhielt die bekannte Gesangsgruppe The Blue Reys eine von Burts Weihnachtskarten und war von Come, Dear Children so angetan, dass sie das Stück kurzerhand in der alljährlichen Weihnachts-Fernsehshow der King Sisters aufführte.

### Liste der Weihnachtslieder von Alfred S. Burt
1. Christmas Cometh Caroling (1942)
2. Jesu Parvule (1943)
3. What Are the Signs (1944)
4. Ah, Bleak and Chill the Wintry Wind (1945)
5. All on A Christmas Morning (1946)
6. Nigh Bethlehem (1947)
7. Christ in the Stranger’s Guise (1948)
8. Sleep Baby Mine (1949)
9. This Is Christmas (auch bekannt als Bright, Bright, the Holly Berries) (1950)
10. Some Children See Him (1951)
11. Come, Dear Children (1952)
12. O, Hearken Ye (1953)
13. Caroling, Caroling (1954)
14. We’ll Dress the House (1954)
15. The Star Carol (1954)

### Aufnahmen
James Conkling, der Präsident von Columbia Records, hörte die Aufführung der Blue Reys und machte Alfred Burt das Angebot, ein Album mit einigen seiner älteren Weihnachtslieder zu veröffentlichen. Zusätzlich sollte er vier neue Stücke schreiben. Er vollendete diese Arbeit zwei Tage vor seinem Tod. Das von Buddy Cole produzierte Album mit dem Titel The Christmas Mood erschien in der Vorweihnachtszeit 1954 und enthielt insgesamt zwölf Lieder. Allerdings wurde das Album kein großer Erfolg. Anne Burt rührte jedoch weiter die Werbetrommel für die Kompositionen ihres verstorbenen Mannes.
1958 erschien das Album The Star Carol von Tennessee Ernie Ford, das nach Burts letztem Werk benannt ist, welches darauf enthalten ist, zusammen mit Some Children See Him.
1959 veröffentlichten Fred Waring und seine Band The Pennsylvanians das Weihnachtsalbum The Sounds of Christmas, das unter anderem sechs von Burts Weihnachtsliedern enthält.
1960 nahm Nat King Cole Caroling, Caroling für sein Weihnachtsalbum The Magic of Christmas auf. Das Stück wurde zu einem weltweiten Erfolg. Lange nach seinem Tod erweiterte seine Tochter Natalie Cole die Aufnahme zu einem Duett, welches ebenfalls sehr erfolgreich wurde.
Die erste Gesamtaufnahme von Burts Weihnachtsliedern erschien 1964, zehn Jahre nach seinem Tod, unter dem Titel This Is Christmas: A Complete Collection of the Alfred S. Burt Carols, aufgenommen von dem sechzehnköpfigen A-cappella-Vokalensemble The Voices of Jimmy Joyce. Das Album wurde für den Grammy nominiert.
Auf dem 1972 erschienenen Album Christmas von The Singers Unlimited sind sechs von Burts Weihnachtsliedern enthalten.
Das Boston Pops Orchestra und der Tanglewood Festival Chorus spielten unter der Leitung des mehrfachen Oscarpreisträgers John Williams mehrere Medleys mit Burt-Weihnachtsliedern ein (arrangiert von Alexander Courage). Enthalten sind sie auf den Alben We Wish You A Merry Christmas und Joy to the World.
Im Jahr 2000 erschien die CD Some Children See Him des Barbershop-Quartetts Gas House Gang, die neben dem titelgebenden Stück auch Caroling, Caroling enthält.
Im Jahr 2003 veröffentlichte das von Burts Tochter Diane gegründete Vokaloktett The Caroling Company das Album A Christmas Present From the Caroling Company, das neben 16 anderen Stücken auch 9 Carols von Alfred Burt umfasst.
Bis heute haben hunderte von verschiedenen Künstlern zumindest einzelne Lieder von Burt aufgenommen. Dazu zählen unter anderem Simon & Garfunkel, Kenny Loggins und Andy Williams, Johnny Mathis, Maureen McGovern, Julie Andrews, Dave Grusin, The Hi-Lo’s, Peggy Lee, der Pianist George Winston sowie James Taylor.